# قوانین وودوارد–هافمن

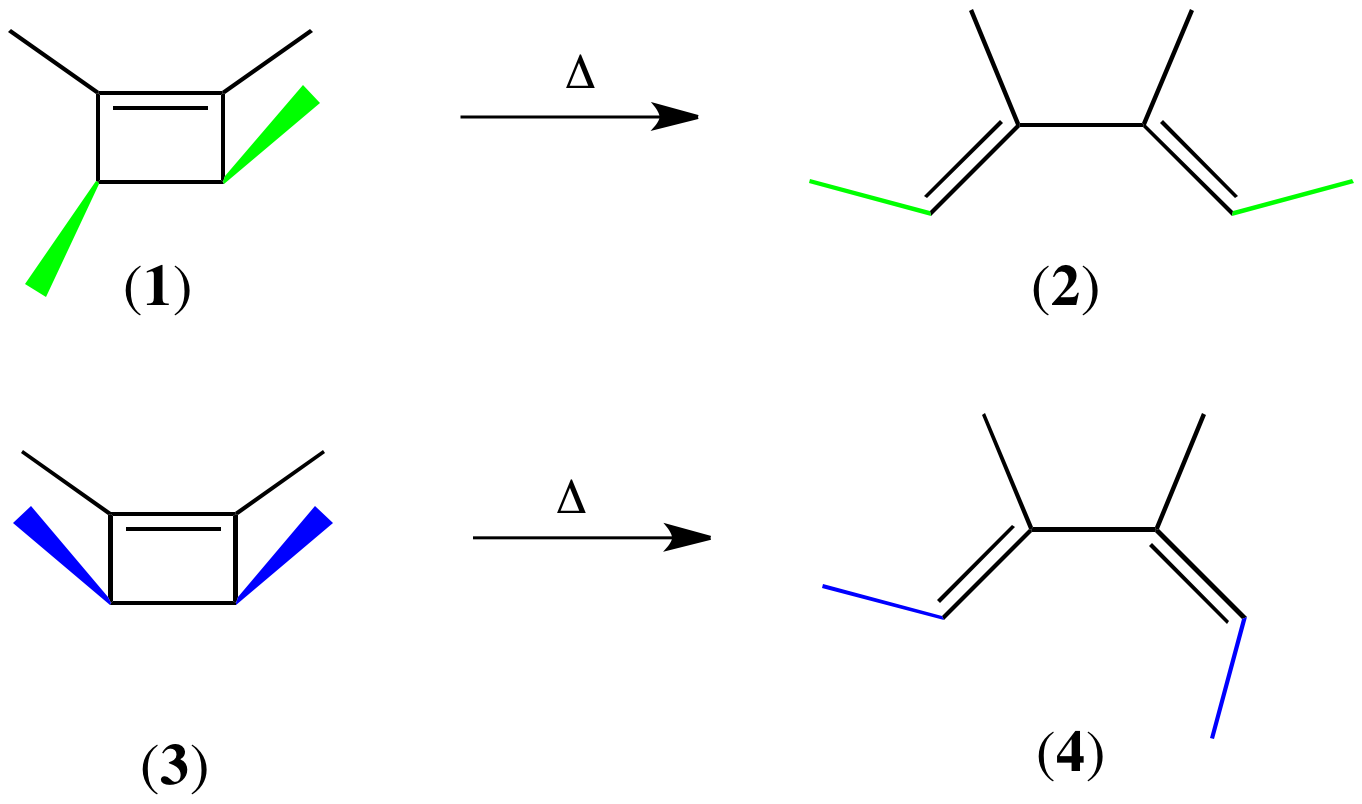
قوانین وودوارد–هافمن: گرماکافت ترکیب ۱ موجب تولید ترکیب ۲ با آرایش هندسی E،E می‌شود، درحالی‌که گرماکافت ترکیب ۳ تولید ترکیب ۴ با آرایش هندسی Z،E موجب می‌شود.

قوانین وودوارد–هافمن (به انگلیسی: Woodward–Hoffmann rules) که با عنوان قوانین انتخاب پری‌سیکلی نیز شناخته می‌شوند، مجموعه‌ای از قوانین ابداع شده توسط رابرت وودوارد و روالد هافمن هستند که هدف این قوانین پیش‌بینی نتیجه انجام واکنش‌های شیمیایی پری‌سیکلی به لحاظ شیمی فضایی و مجاز یا غیرمجاز بودن انجام آن‌ها است. قوانین وودوارد-هافمن برمبنای تغییرات الکترونی مولکول‌های پیش‌ماده طی یک واکنش پری‌سیکلیک است و برهمین اساس به پیش‌بینی نوع برهمکنش اوربیتال‌های مولکولی درگیر در حین واکنش میپردازد. این قوانین برای تمامی واکنش‌های پری‌سیکلیک مانند: ۱) حلقه‌زایی الکتروسیکلیک، ۲) حلقه‌زایی، ۳) واکنش سیگماتروپی، ۴) واکنش انتقال گروه، ۵) واکنش اِن، ۶) واکنش کلتروپی،  و ۷) واکنش دیوتروپی قابل استفاده است. به‌خاطر ظرافت، سادگی و قابلیت تعمیم‌پذیری کلی، قوانین وودوارد-هافمن عملاً به مثالی تبدیل شده‌اند که نشان می‌دهند چطور شیمی نظری می‌تواند به شیمی‌دانهای تجربی در پیش‌بینی واکنش‌های شیمیایی کمک کند. 
این قوانین که امروزه با نام وودوارد–هافمن شناخته می‌شود در واقع نتیجه تحقیقات سه فرد است: رابرت وودوارد، روالد هافمن و کنیچی فوکویی. وودوارد و هافمن با بررسی همبستگی اوربیتالی میان مواد واکنش‌دهنده و محصول واکنش دهنده این قوانین را توسعه دادند که نهایتاً تحت عنوان «بقای تقارن اوربیتالی (به انگلیسی: The Conservation of Orbital Symmetry)» منتشر شد. از طرف دیگر، کنیچی فوکویی، با مقاله « تئوری مولکولیِ واکنش پذیری در هیدروکربن‌های آروماتیک» راه را برای فهم ارتباط میان اوربیتال‌های مولکولی مواد پیش‌ماده و محصول هموار نمود. هوفمن و کنیچی برای این دستاورد مهم، موفق به کسب جایزه نوبل شیمی در سال ۱۹۸۱ شدند. به‌خاطر سیاست عدم اعطای جایزه نوبل به درگذشتگان، وودوارد که دو سال قبل درگذشته بود، موفق نشد دومین جایزه نوبل شیمی خود را کسب کند. 